# Șapte păcate (telenovelă)
Șapte păcate (Sete Pecados) este o telenovelă braziliană din 2007-2008, difuzată în România de canalul Acasă TV.

## Distribuție
| Priscila Fantin       | Beatriz Ferraz                     |
| Reynaldo Gianecchini  | Dante Florentino                   |
| Giovanna Antonelli    | Clarice Florentino                 |
| Cláudia Raia          | Ágatha                             |
| Cláudia Jimenez       | Cústodia                           |
| Elizabeth Savalla     | Rebeca Ferraz                      |
| Nicette Bruno         | Juju (Julieta Verona de Sant'anna) |
| Ary Fontoura          | Romeu de Sant'anna                 |
| Gabriela Duarte       | Míriam Sousa de Freitas            |
| Marcello Novaes       | Vicente de Freitas                 |
| Samara Felippo        | Simone Duarte                      |
| Malvino Salvador      | Régis Florentino                   |
| Nívea Stelmann        | Elvira de Sousa Florentino         |
| Paulo Betti           | Flávio Ferraz                      |
| Mel Lisboa            | Carla Florentino                   |
| Sidney Sampaio        | Pedro                              |
| Maria Zilda Bethlem   | Cíntia                             |
| Rosamaria Murtinho    | Otília de Sant'anna                |
| Suely Franco          | Agripina                           |
| Erik Marmo            | Arcanjo Gabriel                    |
| Ana Lúcia Torre       | Anja Guilhermina                   |
| Ailton Graça          | Barão                              |
| Cristiana Oliveira    | Dra. Margareth                     |
| Cecília Dassi         | Estela Verona                      |
| Kayky Brito           | Xongas                             |
| Odilon Wagner         | Anselmo Silvino                    |
| Márcia Cabrita        | Detetive Eudóxia Fagundes          |
| Rosane Gofman         | Néia                               |
| Flávio Migliaccio     | Nino de Souza                      |
| Rodrigo Phavanello    | Adriano Verona                     |
| Max Fercondini        | Aquiles de Sousa                   |
| Malu Valle            | Palma de Sousa                     |
| Marcelo Médici        | Antero / Zizi / Tião / Chong Xing  |
| Leilah Moreno         | Nalah                              |
| Roberto Bataglin      | Teobaldo Verona                    |
| Isabel Fillardis      | Fátima                             |
| Ilya São Paulo        | Elias                              |
| Thalma de Freitas     | Berenice                           |
| Duda Nagle            | Ariel Silvino                      |
| Marco Antonio Gimenez | Vítor Sant'anna                    |
| Carla Diaz            | Gina                               |
| Carlos Casagrande     | Investigador Amadeu                |
| Rafael Calomeni       | Hércules                           |
| Ary França            | Professor Lineu                    |
| Ilva Niño             | Marli                              |
| John Herbert          | Schmidt                            |
| Renata Castro Barbosa | Adalgisa                           |
| Juan Alba             | Rodolfo Sant'anna                  |
| Darlan Cunha          | Sandro                             |
| Lígia Cortez          | Amélia                             |
| Wagner Santisteban    | Ulisses                            |
| Abrahão Farc          | Silas                              |
| Zé Victor Castiel     | Perseu                             |
| Hilda Rebello         | Corina                             |
| Henri Pagnoncelli     | Dr. Reginaldo                      |
| Marisol Ribeiro       | Eliete                             |
| Valéria Sândalo       | Minerva                            |
| Rafael Ciani          | Danilo Verona                      |
| Maria Regina          | Maura                              |
| André Santinho        | Fred                               |
| Sabrina Rosa          | Verônica Nascimento da Silva       |
| Sérgio Fonta          | Delegado Renato                    |
| Maria Carollina       | Raquel                             |
| Wilson Rabello        | Jair                               |
| Alexandro Malvão      | Maciel                             |
| Bruno Kimura          | Shiro San                          |
| Bruno Pereira         | Edu                                |
| Carina Porto          | Irene                              |
| Julia Ruiz            | Márcia                             |
| Juliana Poggi         | Janaína                            |
| Rangel de Oliveira    | Policial Tito (Lesma)              |
| Rosanne Mulholland    | Daniela Silvino                    |
| Rafael Zulu           | Leonardo                           |
| Ricardo Duque         | Marcelo                            |
| Marina Ruy Barbosa    | Isabel Florentino                  |
| Amanda Azevedo        | Benta Nascimento da Silva Freitas  |
| Tiago Salomone        | Laerte Florentino                  |
| Danielle Robles       | Dilma                              |
| Gabriel Moura         | Moacyr                             |
| Gustavo Santos        | Ciro                               |